# Birkenfeld

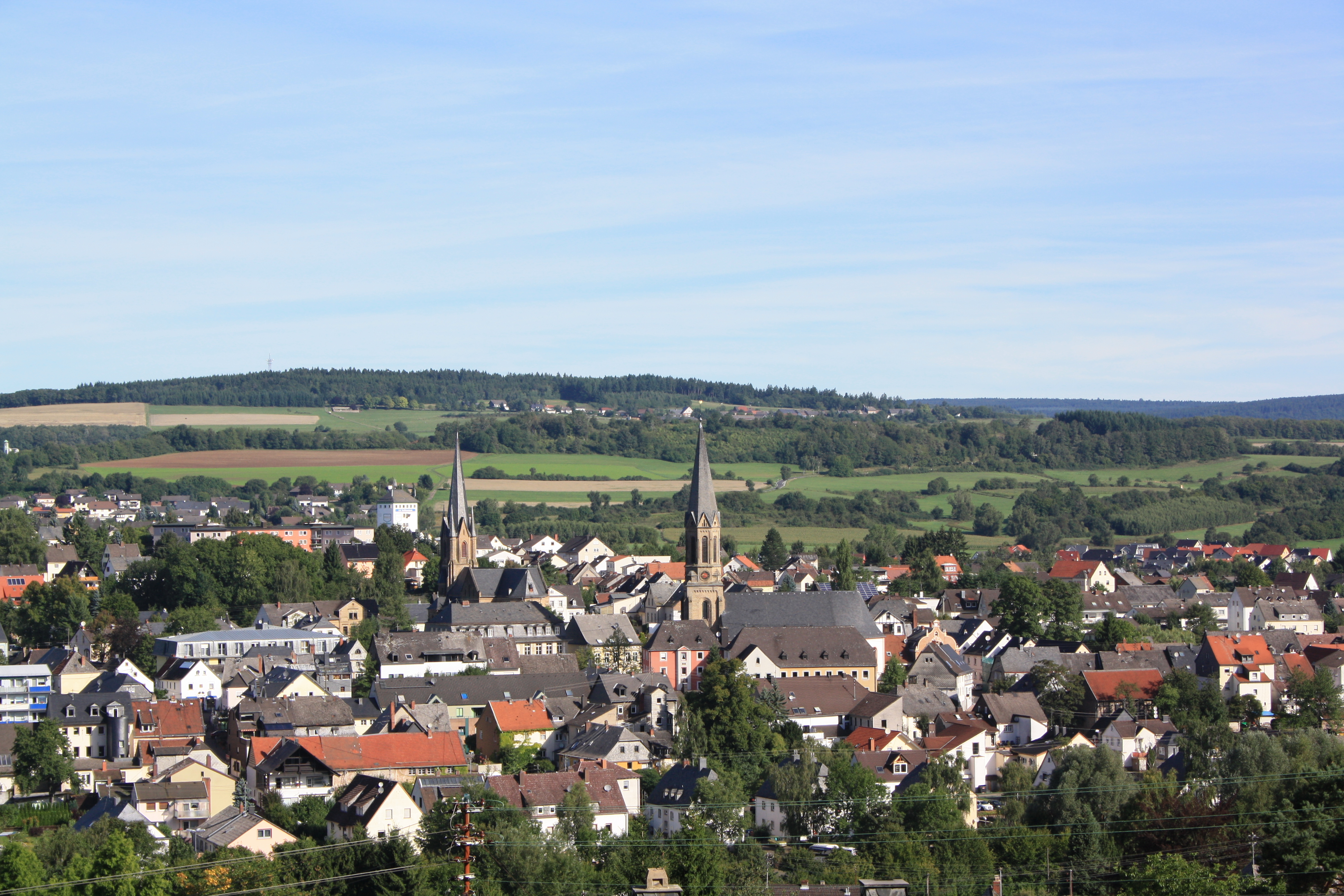
Stadtansicht vom Burgberg

Birkenfeld ist eine Stadt im Landkreis Birkenfeld im südwestlichen Teil von Rheinland-Pfalz. Sie ist Sitz der Kreisverwaltung, ein staatlich anerkannter Erholungsort und gemäß Landesplanung als Mittelzentrum ausgewiesen.

## Geographie
Birkenfeld liegt im Nahegebiet – nördlich des Flusses – am Rande des Naturparks Saar-Hunsrück.
Der 10 km lange Steinaubach (Nahe) entwässert den Ort.
Angrenzende Gemeinden sind – im Uhrzeigersinn, beginnend im Norden – Gollenberg, Elchweiler, Schmißberg, Rimsberg, Dienstweiler, Hoppstädten-Weiersbach, Ellweiler, Dambach, Brücken, Buhlenberg und Ellenberg.

## Geschichte
Der Name Birkenfeld ist fränkischen Ursprungs und bedeutet „beim Feld mit den Birken“. Daraus lässt sich schließen, dass die heutige Siedlung an einer mit dichtem Birkenbestand auffälligen Stelle etwa im Jahre 500 von fränkisch-deutschen Bauern gegründet wurde. Bis heute gibt es einen hohen Birkenbestand im Vogelschutzgebiet an den Tongruben.
Der Name Birkenfeld lautete ursprünglich „Bikenuelt“ (etwa im Jahre 700) oder „Birkinvelt“ bei der urkundlichen Erwähnung des Trierer Bischofs Egbert im Jahr 981. Aus dieser Urkunde geht hervor, dass der Heilige Liutwin (695–713 Erzbischof von Trier) die Kirchen zu Birkenfeld und Brombach dem Kloster St. Paulin in Trier geschenkt hatte.
Funde aus der Eisenzeit weisen jedoch auf eine dichte Besiedelung schon im 8. Jahrhundert v. Chr. hin. Im 1. Jahrhundert v. Chr. eroberten römische Legionen dieses Gebiet, das 400 Jahre lang unter römischer Herrschaft blieb. Dies belegen vor allem Funde in der unmittelbaren Umgebung der Stadt. Das heutige Birkenfeld befindet sich direkt an einer römischen Straße, die als Querverbindung zwischen zwei bedeutenden Heerstraßen diente, nämlich im Norden die Straße Trier-Bingen-Mainz (diese wurde im Jahr 350 in der Mosella von dem römischen Dichter Ausonius erwähnt und entspricht streckenweise der heutigen Hunsrückhöhenstraße) und im Süden die Straße Metz-Mainz. Diese Querverbindung, auch „Bronzestraße“ genannt, verband Glan-Nohen-Mosel miteinander. Die Bronzestraße kreuzte die Nahe in Nohen („villa Aldena“) und verlief weiterhin direkt durch den Wasserschieder Wald, ein bis heute bestehender Staatsforst am Stadtrand von Birkenfeld, über Gollenberg an Börfink vorbei in Richtung Trier.
Die fränkische Siedlung „Birkinvelt“ gehörte im 13. Jahrhundert zum Besitz der Grafen von Sponheim. 1223 wurde die Grafschaft Sponheim geteilt, und Birkenfeld kam zur Hinteren Grafschaft Sponheim in den Besitz der Grafen auf der Starkenburg bei Trarbach. 1293 wird die Burg Birkenfeld erstmals erwähnt. 1332 wurden Birkenfeld die Stadtrechte durch Kaiser Ludwig den Bayern verliehen.
Nach dem Tode des letzten Grafen von Sponheim ging 1437 das Erbe, die Hintere Grafschaft, an die Markgrafen von Baden und die Grafen von Veldenz. 1584 residierte eine Seitenlinie der Wittelsbacher, der Pfalzgraf Karl I. von Pfalz-Zweibrücken-Birkenfeld, in diesem Ort. Diese Seitenlinie erbte später zuerst die Kurpfalz und dann Bayern. 1584 begannen auch die Ausbauarbeiten der Burg zu einem Fürstenschloss im Renaissancestil. Genau 140 Jahre später wurden die letzten Reste der Fürstlichen Hofhaltung auf Schloss Birkenfeld aufgelöst. Während des Dreißigjährigen Krieges (1618–1648) wurde die Stadt 1635 unmittelbarer Kriegsschauplatz. Im gleichen Jahr brach die Pest in Birkenfeld aus und forderte 416 Todesopfer.
1776 wurde Birkenfeld unter Markgraf Karl Friedrich Sitz des Oberamtes der Markgrafschaft Baden. In dieser Zeit blühte Birkenfeld auf. Der Ort erlebte einen wirtschaftlichen und kulturellen Aufschwung. 1779 wurde beispielsweise die erste Höhere Schule gegründet.
Nach der Einnahme des Linken Rheinufers durch französische Revolutionstruppen wurde die Region im Jahr 1797 von Frankreich annektiert. Von 1798 bis 1814 war Birkenfeld Hauptort des gleichnamigen Kantons im Departement der Saar.
Im Februar 1797 beging der als Schinderhannes bekannt gewordene Räuber Johannes Bückler einen nächtlichen Einbruch in die Tuchfabrik der Gebrüder Stumm – die späteren Kohle- und Stahlunternehmer an der Saar. Das während dieses Einbruchs gestohlene Tuch verkaufte der Schinderhannes zum großen Teil an einen Hehler in Hundheim bei dem Stumpfen Turm.
Nach dem Wiener Kongress (1815) gelangte das Gebiet des späteren Fürstentums Birkenfeld 1817 an das Großherzogtum Oldenburg. Unter der oldenburgischen Herrschaft wurde 1821 das neue Schloss, das heute Sitz der Kreisverwaltung ist, gebaut. Nicht nur das neue Schloss, sondern auch weitere Gebäude im Regierungsviertel, wie beispielsweise die Infanteriekaserne (bis 1963 Gebäude des Gymnasiums, heute Amt für Verteidigungslasten) prägen bis heute das Birkenfelder Stadtbild im klassizistischen Stil der Oldenburger Zeit.
Im Dritten Reich wurde der Ort am 1. April 1937 Teil des preußischen Landkreises Birkenfeld, der aus den ehemaligen oldenburgischen Gebieten und dem Restkreis Sankt Wendel-Baumholder gebildet wurde. Nach dem Zweiten Weltkrieg gehörte Birkenfeld zur französischen Besatzungszone und ist seit 1946 Kreisstadt in Rheinland-Pfalz.
Bis 2014 war Birkenfeld ein bedeutender Militärstandort der Amerikaner und danach für die Bundeswehr. Die 2. Luftwaffendivision hatte ihren Sitz in der Heinrich-Hertz-Kaserne. In Verbindung mit dem Kommandobunker Börfink war Birkenfeld bis 2002 ein wichtiger NATO-Standort. Während der Flüchtlingskrise in Europa 2015 wurden in der Heinrich-Hertz-Kaserne 1.100 Flüchtlinge untergebracht.

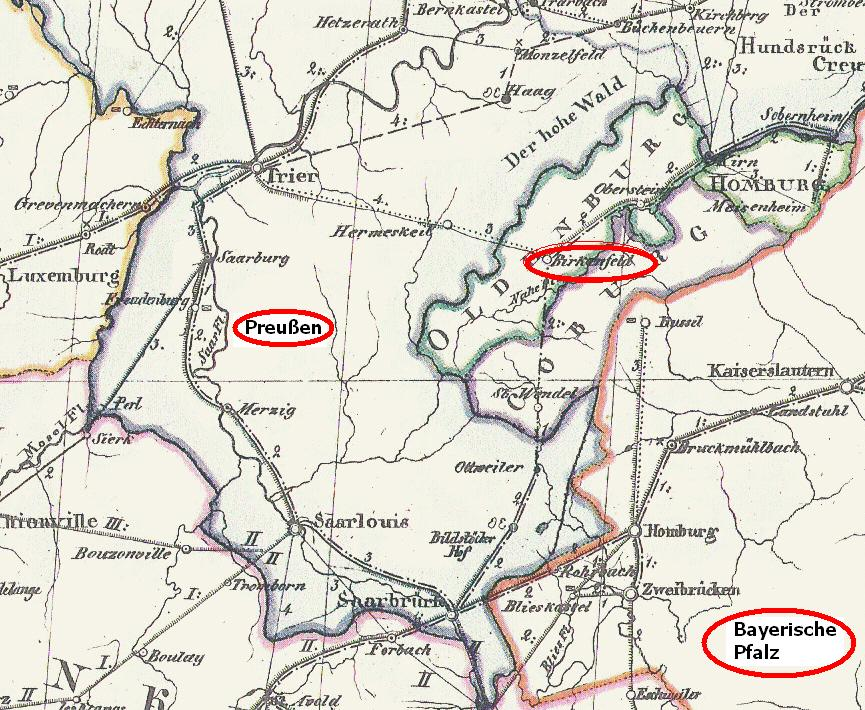
Das Oldenburgische Birkenfeld 1829
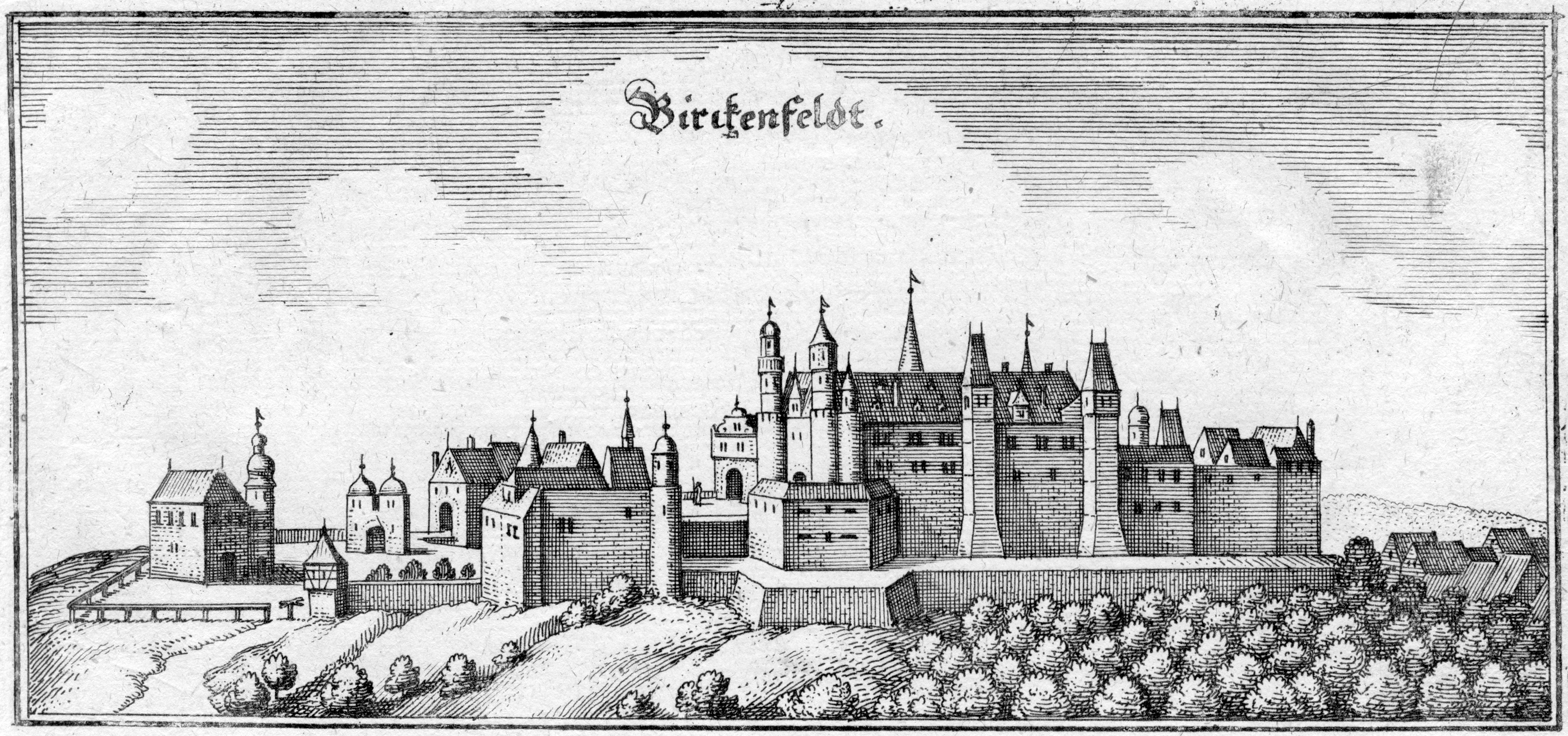
Schloss Birkenfeld, heute Burgruine
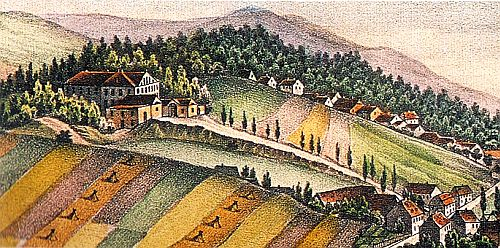
Das „neue“ (oldenburgische) Schloss

## Bevölkerung

### Einwohnerstatistik
Die Entwicklung der Einwohnerzahl von Birkenfeld, die Werte von 1871 bis 1987 beruhen auf Volkszählungen:
| Birkenfeld: Einwohnerzahlen von 1815 bis 2023 | Birkenfeld: Einwohnerzahlen von 1815 bis 2023 | Birkenfeld: Einwohnerzahlen von 1815 bis 2023 | Birkenfeld: Einwohnerzahlen von 1815 bis 2023 | Birkenfeld: Einwohnerzahlen von 1815 bis 2023 |
| --------------------------------------------- | --------------------------------------------- | --------------------------------------------- | --------------------------------------------- | --------------------------------------------- |
| Jahr                                          |                                               |                                               |                                               | Einwohner                                     |
| 1815                                          | 1815                                          |                                               | 1.660                                         | 1.660                                         |
| 1835                                          | 1835                                          |                                               | 2.627                                         | 2.627                                         |
| 1871                                          | 1871                                          |                                               | 2.562                                         | 2.562                                         |
| 1905                                          | 1905                                          |                                               | 2.558                                         | 2.558                                         |
| 1939                                          | 1939                                          |                                               | 4.174                                         | 4.174                                         |
| 1950                                          | 1950                                          |                                               | 4.097                                         | 4.097                                         |
| 1961                                          | 1961                                          |                                               | 5.142                                         | 5.142                                         |
| 1970                                          | 1970                                          |                                               | 6.194                                         | 6.194                                         |
| 1987                                          | 1987                                          |                                               | 5.728                                         | 5.728                                         |
| 1997                                          | 1997                                          |                                               | 6.969                                         | 6.969                                         |
| 2005                                          | 2005                                          |                                               | 6.885                                         | 6.885                                         |
| 2015                                          | 2015                                          |                                               | 6.883                                         | 6.883                                         |
| 2017                                          | 2017                                          |                                               | 6.923                                         | 6.923                                         |
| 2023                                          | 2023                                          |                                               | 7.236                                         | 7.236                                         |
|                                               |                                               |                                               |                                               |                                               |

### Konfessionsstatistik
Am 30. Juni 2005 waren 50,0 %  der Einwohner evangelisch, 30,9 % katholisch und 19,1 % waren konfessionslos oder gehörten einer anderen Glaubensgemeinschaft an. Mit Stand Juni 2025 waren von den Einwohnern 33,9 % evangelisch, 22,1 % katholisch und 44,0 waren konfessionslos oder gehörten einer anderen Glaubensgemeinschaft an. Der Anteil der evangelischen und katholischen Kirchenmitglieder an der Gesamtbevölkerung ist seitdem jährlich um 1 Prozentpunkt gesunken.

### Christentum
Neben den beiden großen Kirchengemeinden – Evangelische Kirchengemeinde Birkenfeld und Katholische Kirchengemeinde St. Jakobus Birkenfeld – gibt es eine Mennoniten-Brüdergemeinde und eine Neuapostolische Kirche mit einem Mitglied.

## Politik
Birkenfeld ist seit 1947 Kreisstadt und bildet mit 30 weiteren Gemeinden eine Verbandsgemeinde – die Verbandsgemeinde Birkenfeld.
Im Oktober 2010 erhielt die Stadt den von der Bundesregierung verliehenen Titel „Ort der Vielfalt“.

### Stadtrat
Der Stadtrat in Birkenfeld besteht aus 22 Ratsmitgliedern, die bei der Kommunalwahl am 9. Juni 2024 in einer personalisierten Verhältniswahl gewählt wurden, und dem ehrenamtlichen Stadtbürgermeister als Vorsitzendem.
| Wahl | SPD | CDU | FDP | BFL | BfB | FW | Grüne | Gesamt   |
| ---- | --- | --- | --- | --- | --- | -- | ----- | -------- |
| 2024 | 7   | 7   | –   | –   | –   | 6  | 2     | 22 Sitze |
| 2019 | 7   | 11  | –   | 4   | –   | –  | –     | 22 Sitze |
| 2014 | 9   | 09  | 1   | 2   | 1   | –  | –     | 22 Sitze |
| 2009 | 8   | 08  | 1   | 2   | 3   | –  | –     | 22 Sitze |

- BFL: Birkenfelder Freie Liste e. V.
- BfB: Bürger für Birkenfeld e. V.

### Bürgermeister
Peter Nauert ist der erste Bürgermeister, der in einer Urwahl der Birkenfelder Bürger gewählt wurde. Seine beiden Vorgänger, Manfred Dreier und Erich Mörsdorf, standen in Personalunion sowohl der Stadt als auch der Verbandsgemeinde Birkenfeld vor.
Werner Käufer war der letzte hauptamtliche Bürgermeister der Stadt Birkenfeld. Zwar wurde er 1968 noch mit großer Mehrheit für weitere 12 Jahre im Amt bestätigt, musste dann aber bereits 1970 aufgrund der rheinland-pfälzischen Gemeindereform, bei der Städte unter 7500 Einwohner in Verbandsgemeinden eingegliedert wurden, sein hauptamtliches Amt als Stadtbürgermeister aufgeben.
- Eugen Ruppenthal von 1923 bis 1933 und von 1949 bis 1953
- Oswald Morenz von 1953 bis 1961
- Werner Käufer von 1961 bis 1970
- Erich Mörsdorf von 1971 bis 1990
- Manfred Dreier von 1990 bis 2000, SPD
- Peter Nauert von 2000 bis 2014, CDU
- Miroslaw Kowalski von 2014 bis 2023, CDU
- Hans-Peter Lampel seit 2024, SPD

Bei der Direktwahl am 26. Mai 2019 wurde Kowalski mit einem Stimmenanteil von 79,01 % für weitere fünf Jahre in seinem Amt bestätigt. Im November 2023 legte er das Amt jedoch vorzeitig nieder, da er am 16. November das Amt des Landrats im Landkreis Birkenfeld antrat. Bei den Kommunalwahlen 2024 setzte sich Hans-Peter Lampel bei einer Wahlbeteiligung von 52,4 % mit 55,1 % der Stimmen gegen seine einzige Mitbewerberin Christine Tholey-Martens (CDU) durch.

### Wappen
Das Stadtwappen, das vom Ministerium des Innern zu Oldenburg am 29. Oktober 1923 genehmigt wurde, entstammt einem alten Gerichtssiegel aus dem Jahre 1577. Es zeigt auf blauem Grund auf einem grünen Hügel einen bewurzelten Baum in natürlicher Farbe. Ein Teil des Stammes ist mit einem rot-silber-geschachten Schild bedeckt. Der Baum, der eine Birke darstellt, deutet auf den Ortsnamen hin (Redendes Wappen). Der aufgelegte Schild erinnert an das Wappen der Hinteren Grafschaft Sponheim, zu der die Stadt einst gehörte.

### Städtepartnerschaften
Zu der französischen Stadt Audun-le-Tiche im Département Moselle besteht seit 2010 eine Städtepartnerschaft.

## Kultur und Sehenswürdigkeiten

### Lambdazismus im Ortsdialekt
In früheren Zeiten wies der Birkenfelder Ortsdialekt eine Besonderheit auf: Er ersetzte häufig die Laute /d/ und /t/ durch /l/ (Lambdazismus); gleiches galt für den Laut /r/. Wortbeispiel: „Fulerlale“ für „Futterladen“, oder, als Satzbeispiel, der Birkenfelder Küster „Fuchs Karl“ zum Kirchenrat und Pfarrer Haag: „Jo, jo, Herr Kirjerot, pririje kann e jela, awa noch lang net loule!“ (Ja, ja, Herr Kirchenrat, predigen kann ein jeder, aber noch lange nicht läuten!).
Der Lambdazismus ist jedoch aus dem Birkenfelder Dialekt mittlerweile völlig verschwunden und stattdessen dem im Hunsrücker Dialekt üblichen Rhotazismus gewichen.

### Museen
Das Landesmuseum des Vereins für Heimatkunde im Landkreis Birkenfeld bietet einen Überblick über 2500 Jahre Kulturgeschichte. Im Mittelpunkt steht die interaktiv ausgerichtete Keltenerlebnisausstellung „Kelten, Kunst und Kult erleben“. Dort werden dem Besucher anhand von Rekonstruktionen und archäologischen Funden und Repliken das Leben und das Handwerk dieser vorgestellt. Daneben beschäftigt sich ein großer Teil der Ausstellung mit der Regional- und Territorialgeschichte des Birkenfelder Landes. Geschichtliche Höhepunkte stellen in diesem Zusammenhang das Hochmittelalter (13. bis 15. Jahrhundert) sowie ab dem frühen 20. Jahrhundert die Oldenburger Zeit des Fürstentums Birkenfeld dar. Regelmäßig wechselnde Ausstellungen beschäftigen sich mit historischen und aktuellen Themen.

### Maler-Zang-Haus
Unmittelbar neben dem Landesmuseum Birkenfeld befindet sich das Maler-Zang-Haus. Das 1883 im bürgerlich-klassizistischen Stil erbaute Haus ist das ehemalige Wohnhaus des Malers Hugo Zang (1858–1946). Im Jahr 2006 wurde damit begonnen, das Haus denkmalschutzgerecht zu restaurieren. Seit 2008 beherbergte das Gebäude neben der Volkshochschule des Landkreises Birkenfeld sieben Galerieräume für wechselnde Ausstellungen regionaler und überregionaler Künstler. Die Kreisverwaltung hat 2016 das Gebäude umgewidmet und nutzt die Räumlichkeiten nur noch als Büroräume.

### Bauwerke

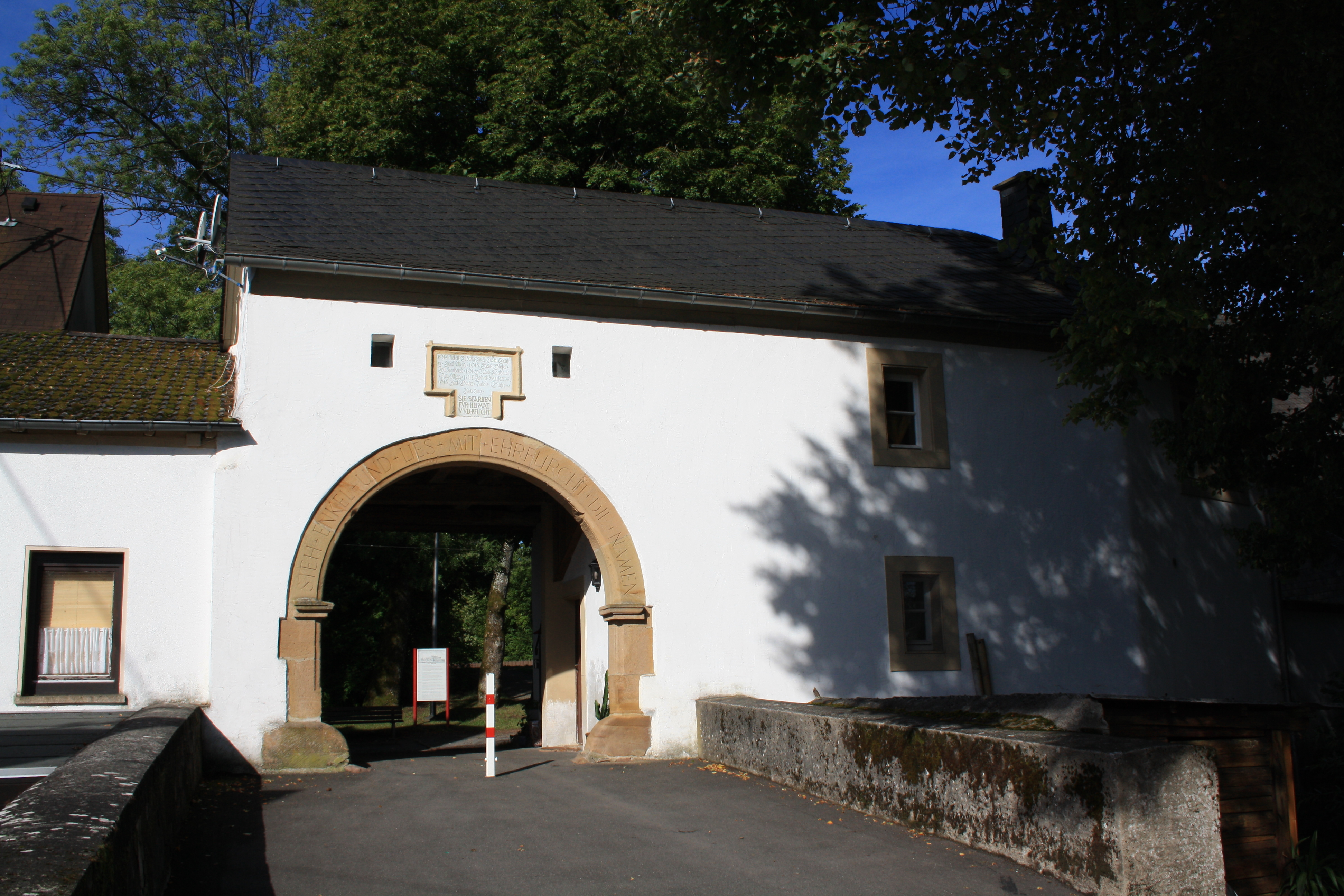
Das Torhaus der Birkenfelder Burg

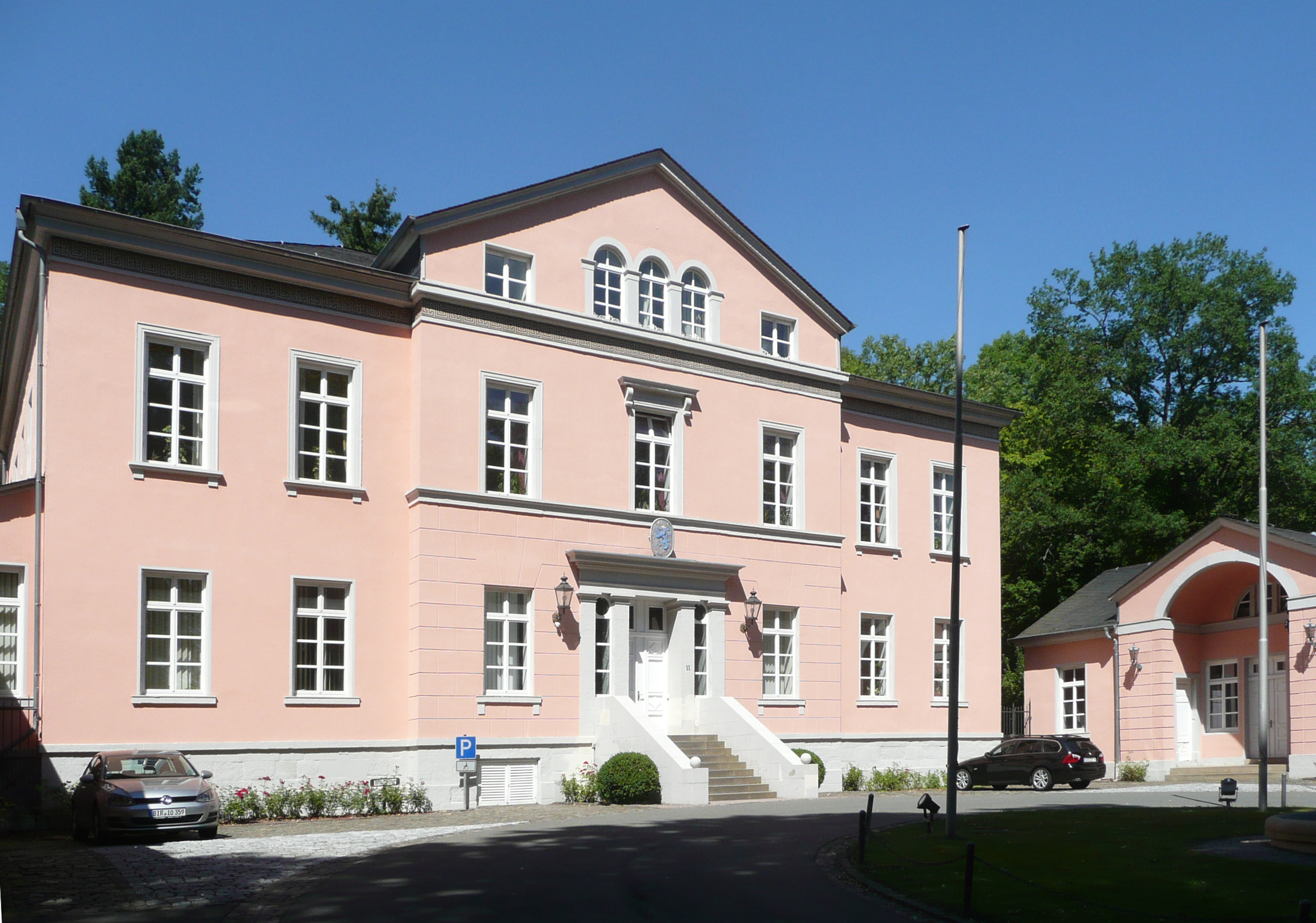
Neues Schloss aus der Oldenburger Zeit (1819–21) von J. W. L. Brofft

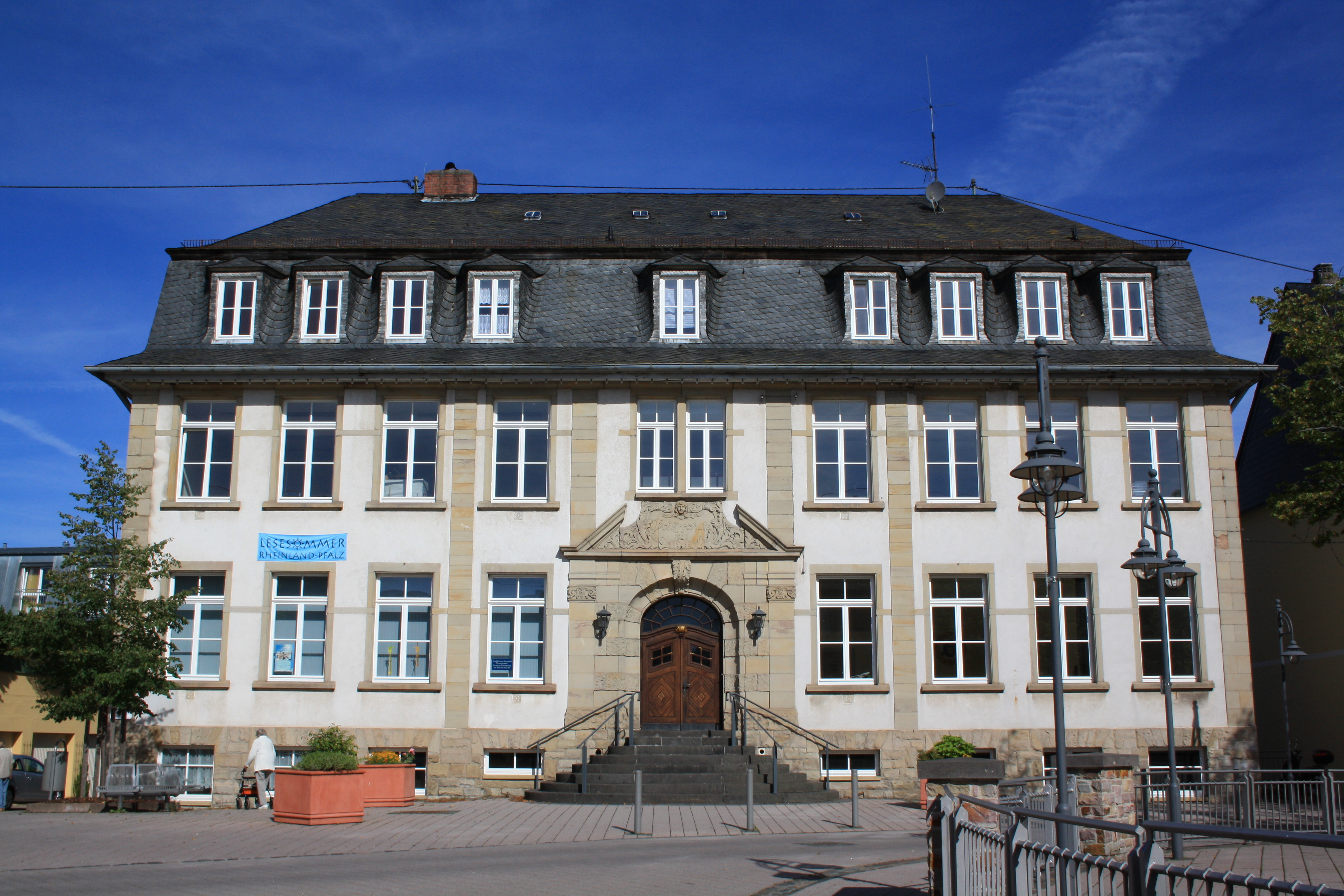
Die Alte Schule am Kirchplatz

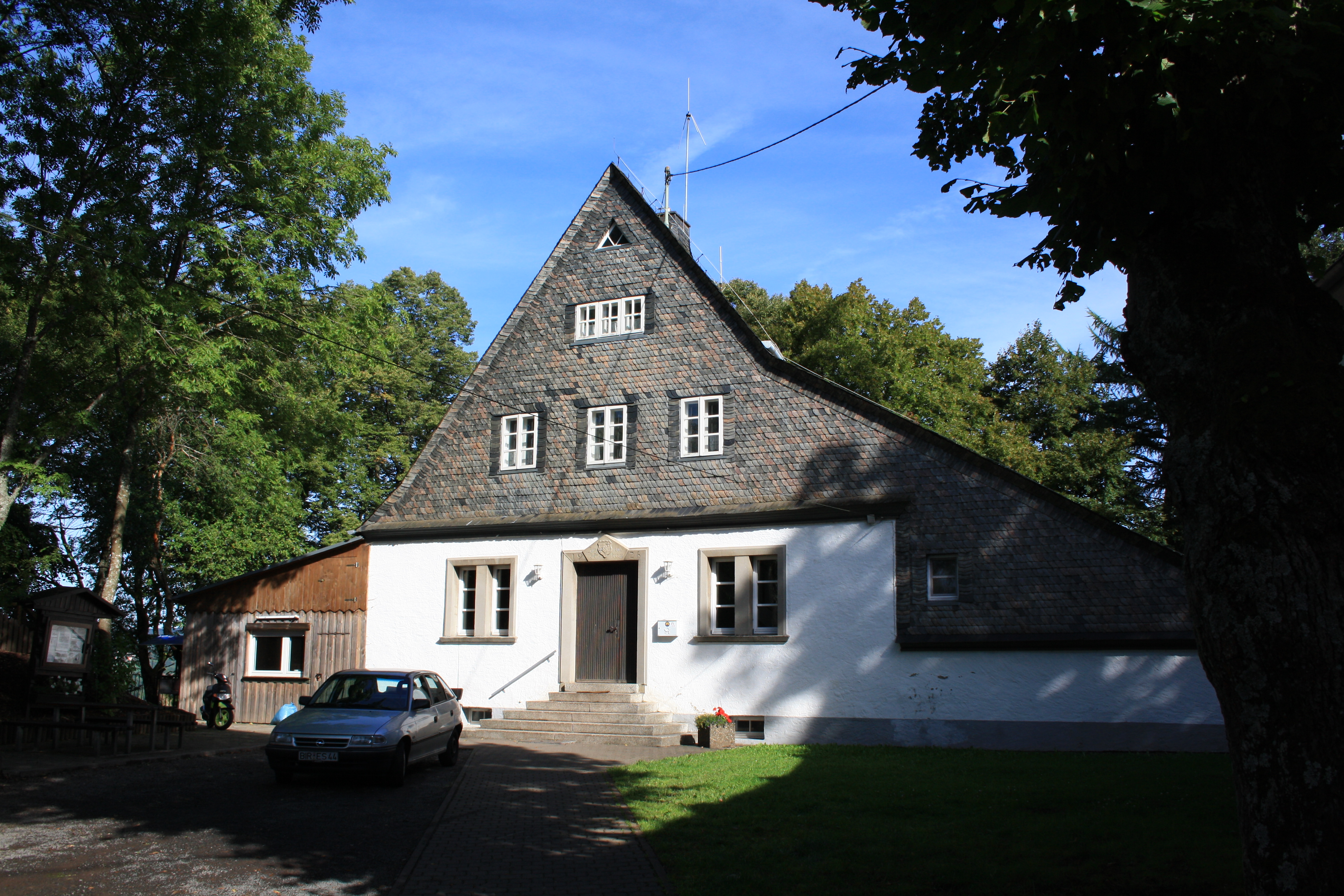
Die frühere Jugendherberge. Das Gebäude wurde auf dem Burggelände über den Grundmauern des einstigen Pfarrhauses errichtet.

Historische Bauten in Birkenfeld sind die Burgruine Birkenfeld, das Birkenfelder Schloss, die ehemalige Oldenburgische Kaserne und das Alte Stadthaus. Die Burg Birkenfeld war einst die Residenz der Wittelsbacher Linie Pfalz-Birkenfeld. Das Schloss war das Residenzschloss des Großherzogs von Oldenburg.

### Kultur- und Naturdenkmale
- Liste der Kulturdenkmäler in Birkenfeld
- Liste der Naturdenkmale in Birkenfeld

## Freizeit und Tourismus
Neben den historisch bedeutsamen Bauwerken der Stadt, dem Landesmuseum Birkenfeld und dem Maler-Zang-Haus bietet die Landschaft des Mittelgebirgsraumes zwischen Hunsrück und Nahe Aktivitäts- und Erholungsmöglichkeiten.

### Wanderwege
Der überregional verlaufende Nahehöhenweg streift die Stadt Birkenfeld. Der Sironaweg, der entlang einer Vielzahl keltisch-römischer Funde führte, ist nicht mehr als durchgehender Wanderweg ausgeschildert. Die einzelnen Stationen können jedoch besichtigt werden. Mit dem Premiumwanderweg Nohener Nahe-Schleife verläuft eine der 111 Traumschleifen des Saar-Hunsrück-Steiges rund fünf Kilometer von Birkenfeld entfernt entlang der Nahe.

### Fahrradwege
Der etwa 120 Kilometer lange Nahe-Radweg und die Rheinland-Pfalz-Route verlaufen unmittelbar durch das Zentrum der Stadt. Sie werden ergänzt durch drei lokale Rundradtouren, R1, R2 und R3 mit einer Gesamtlänge von knapp 80 Kilometern.

## Wirtschaft und Infrastruktur

### Wirtschaft
Die Wirtschaft der Stadt ist hauptsächlich durch kleinere und mittlere Betriebe geprägt. Durch die Geschichte als Residenz- und Verwaltungsstadt hat eine größere industrielle Entwicklung in Birkenfeld nicht stattgefunden.
Die Elisabeth-Stiftung des Deutschen Roten Kreuzes (DRK) ist mit dem Krankenhaus, dem Berufsförderungswerk Birkenfeld, privaten Fachschulen, Maßnahmen für Jugendliche sowie einem Altenheim mit über 600 Mitarbeitern der größte Arbeitgeber.
Auch die Stefan-Morsch-Stiftung hat ihren Sitz in Birkenfeld.
Auf dem Gelände des ehemaligen Bahnhofs ist in den 1990ern ein Existenzgründerzentrum (BIG-Center) errichtet worden.

### Verkehr
Straßennetz

An das Fernstraßennetz ist Birkenfeld durch die Bundesstraßen 41 (Ost-West-Verbindung: Mainz nach Saarbrücken) und 269 (Bernkastel-Kues nach Saarlouis), sowie die Autobahn 62 gut angeschlossen. Diese Autobahn ist zugleich auch die wichtigste Nord-Süd-Verbindung und stellt die Verbindung nach Trier bzw. Kaiserslautern her.
Ferner ist über die B 269 die Hunsrückhöhenstraße (B 327) und damit der Flughafen Hahn schnell erreichbar (50 km).
Birkenfeld wird von der Regio-Linie 330 Idar-Oberstein – Oberbrombach – Birkenfeld Talweiherplatz stündlich, am Wochenende zweistündlich, angefahren.
Schienennetz

Durch den fünf Kilometer entfernten Bahnhof Neubrücke ist Birkenfeld an die Nahetalbahn von Saarbrücken nach Frankfurt am Main angebunden. So ist man in 45 Minuten in Saarbrücken und in weniger als zwei Stunden in Frankfurt.
Das früher nach Birkenfeld führende Endgleis (Birkenfelder Eisenbahn) wurde stillgelegt und ist heute ein Radweg.

## Öffentliche Einrichtungen

### Bildungseinrichtungen
Seit 1996 ist auf der Fläche eines ehemaligen US-Militärlazaretts, in der Nachbargemeinde Hoppstädten-Weiersbach, ein Fachhochschulstandort etabliert worden. Der Umwelt-Campus Birkenfeld trägt, als Standort der Hochschule Trier, verstärkt zur wirtschaftlichen Entwicklung der Region Birkenfeld bei.
Für schulpflichtige Kinder gibt es ein breites Angebot. Die Grundschule sowie die Regionale Schule seit 2003 auch als Ganztagsschule.
- Grundschule
- Realschule plus
- Gymnasium Birkenfeld
- Förderschule Schwerpunkt Lernen

Überregionale Bedeutung hat die Elisabeth-Stiftung mit spezifischen Qualifizierungsangeboten für Menschen mit (körperlichen und psychischen) Behinderungen sowie privaten Fachschulen. Die Absolventen kommen aus dem gesamten Bundesgebiet und dem angrenzenden Ausland.
Weitere Angebote sind u. a. die Volkshochschule (VHS) für den Landkreis Birkenfeld.

### Behörden
Birkenfeld ist Standort folgender Behörden:
- Kreisverwaltung
- Verbandsgemeindeverwaltung
- Bundesagentur für Arbeit
- Katasteramt
- Polizeiinspektion
- Forstamt
- Nationalparkamt Hunsrück-Hochwald

### Freizeit- und Sportanlagen
An Freizeit- und Sportanlagen gibt es u. a. ein beheiztes Freibad, das Stadion am Berg, mehrere Sporthallen, einen Tierpark, zwei Büchereien, eine Fachbibliothek und das Jugendzentrum. Im Jahr 2000 wurde am Jugendzentrum eine Skate-Anlage errichtet, die 2005 zu einer Fun-Box, einer Quarter, einer Ramp und einem Hindernis ausgebaut wurde.

### Militärische Einrichtung
Die seit dem Jahr 1959 militärische Nutzung des Bundeswehrstandorts Heinrich-Hertz-Kaserne in Birkenfeld, langjähriger Standort der 2. Luftwaffendivision, wurde Ende 2017 mit Zwischennutzung als eigenständige Aufnahmeeinrichtung für Asylanten endgültig aufgegeben. 2024 wurde die Liegenschaft an einen Privatinvestor verkauft.

## Persönlichkeiten

### Söhne und Töchter der Stadt

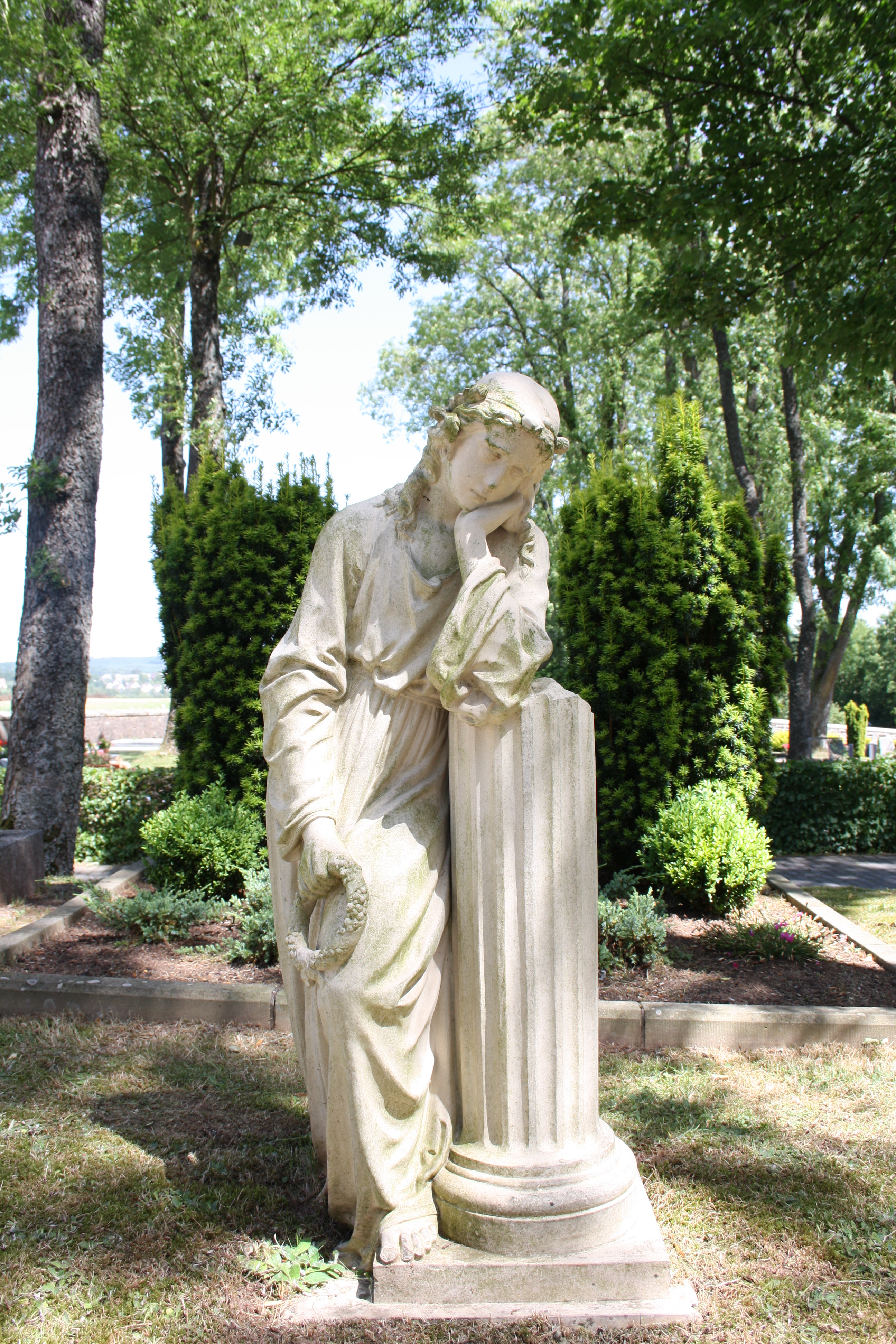
Die Trauernde auf dem Birkenfelder Friedhof, Entwurf von Christian Warth

- Elisabeth von der Pfalz (1540–1594), zweite Frau des Herzogs Johann Friedrich II. von Sachsen
- Anna Sophia von Pfalz-Zweibrücken-Birkenfeld (1619–1680), Äbtissin des Stifts Quedlinburg
- Karl II. Otto (1625–1671), Herzog und Pfalzgraf von Birkenfeld
- Ludwig von Liebenstein (1781–1824), badischer Landtagsabgeordneter
- Carl Ludwig Frommel (1789–1863), Maler, Radierer, Kupfer- und Stahlstecher
- August Barnstedt (1823–1914), Regierungspräsident des Fürstentums Birkenfeld
- Emil Volkers (1831–1905), Pferdemaler
- Christian Warth (1836–1890), Modelleur und Zeichner (bekannt für die in Serienproduktion von Villeroy & Boch hergestellte Figur Trauernde, die auf zahlreichen Friedhöfen zu finden ist)[13]
- Julius Upmann (1838–1900), Chemiker, Sprengstoffexperte
- Wilhelmine Amalie Wöhler (1841–1887), Malerin
- Wilhelm Schmidt (1842–1915), Kunsthistoriker
- Julius von Wedderkop (1849–1921), Offizier und Hofbeamter
- Alfred Eppler (1867–1923), Mineraloge
- Jakob Winter (1879–1965), Landwirt und Politiker (CDP/CDU)
- Otto Pick (1882–1945), Reichstagsabgeordneter der DDP
- Gustav Behrens (1884–1955), Historiker und Museumsdirektor
- August Rippel-Baldes (1888–1970), Begründer der Mikrobiologie
- Reinhold Rau (1896–1971), Historiker und klassischer Philologe
- Edmunda Klein (1898–1995), Generaloberin der Waldbreitbacher Franziskanerinnen
- Julius Pauly (1901–1988), Jurist und Politiker (NSDAP)
- Eugenia von Skene (1906–?), Kapo im Konzentrationslager Ravensbrück
- Walter Bleicker (1909–2000), Ehrenbürger, Geschäftsführender Vorstand der Elisabeth-Stiftung von 1966 bis 1980
- Hermann Fink (1929–2002), Anglist und Hochschullehrer
- Gerd Menne (1939–2020), Fußballspieler und Trainer
- Ernst Theilen (* 1940), Jurist, Landrat und Staatssekretär (SPD)
- Hans Theo Siepe (* 1947), Romanist und Literaturwissenschaftler, Hochschullehrer
- Heiner Flassbeck (* 1950), Wirtschaftswissenschaftler, Staatssekretär a. D., ehemaliger Chef-Volkswirt der UNCTAD
- Hans-Werner Wahl (* 1954), Psychologe und Alternsforscher
- Joachim Theis (* 1955), römisch-katholischer Theologe
- Martin Meier (* 1961), Landeskirchenmusikdirektor der ev. Landeskirche Thüringen
- Frank Palm (* 1962), Professor für Mund-, Kiefer- und Gesichtschirurgie
- Ulrich von Plettenberg (* 1964), römisch-katholischer Priester und Generalvikar im Bistum Trier
- Heike Abidi (* 1965), Werbetexterin und Autorin, die auch unter den Pseudonymen Emma Conrad, Jana Fuchs und Maya Seidensticker schreibt
- Jörn Leonhard (* 1967), Historiker und Universitätsprofessor
- Lorielle London (* 1983), Entertainerin
- Matthias Henn (* 1985), Fußballspieler
- Simon Kaiser (* 1999), Biathlet

### Sonstige Persönlichkeiten
- Ludwig Friedrich von Schmidt (1764–1857), Pfarrer in Birkenfeld, später Kabinettsprediger der Königin Karoline von Bayern und erster evangelischer Pfarrer in München, gilt als Vater der Evangelischen Kirche in Bayern.
- Ludwig von Wedderkop (1807–1882), Richter in Birkenfeld und Parlamentarier

Zahlreiche Persönlichkeiten gingen in Birkenfeld zur Schule:
- Friedrich Back (Kunsthistoriker) (1860–1932), Kunsthistoriker und Museumsdirektor in Darmstadt
- John Henry Mackay (1864–1933), schottisch-deutscher Schriftsteller[14]
- Friedrich Cassebohm (1872–1951), Jurist und Politiker, u. a. Ministerpräsident des Freistaates Oldenburg
- Reinhard Goering (1887–1936), Schriftsteller, Kleist-Preis (1930)
- Gerhard Storm (1888–1942 im KZ Dachau), ein Märtyrer der katholischen Kirche
- Paul Brenner (Politiker) (1905–1988), Landtagsabgeordneter (CDU) und erster Beigeordneter von Birkenfeld
- Klaus Rüter (* 1940), Jurist, Verwaltungsbeamter und Politiker (SPD).
- Nicole (* 1964), Sängerin, Siegerin des Eurovision Song Contest mit „Ein bißchen Frieden“